# Kelly Brook
Pour les articles homonymes, voir Brook.
Ne doit pas être confondue avec Kelly LeBrock
Kelly Ann Parsons, dite Kelly Brook, est une mannequin, modèle Playboy et actrice britannique, née le 23 novembre 1979 à Chatham dans le Kent.

## Biographie

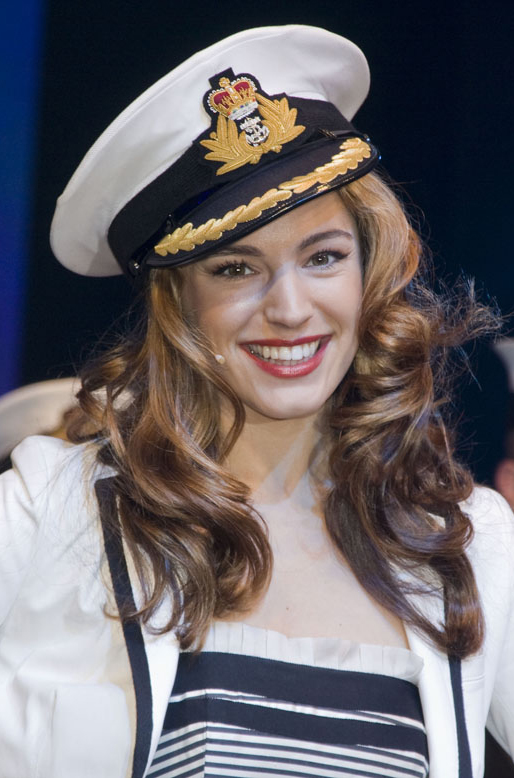
Au London Boat Show, le 9 janvier 2009.

En 2005, Kelly Brook est élue la femme la plus sexy du monde par FHM.
Elle a été fiancée à l'acteur américain Billy Zane.
Elle interprète "Nikki Morris" en 2004 dans Need For speed Underground 2
Elle a posé partiellement nue en 2005 pour le photographe David Bailey. Ces photographies noir et blanc ont été publiées dans le magazine Arena. Elle a posé pour l'édition de septembre 2010 du célèbre magazine Playboy.
Elle a par ailleurs travaillé pour MTV, en tant que présentatrice.[Quand ?]
En 2009-2010, Kelly Brook a tenu le rôle de Celia dans la pièce Calendar Girls (2008), adaptée par Tim Firth du film du même nom qui avait été réalisé par Nigel Cole et était sorti en 2003.
Elle a joué le rôle de Danni dans le film Piranha 3D, en 2010.

Kelly a annoncé au Grand Journal qu'elle figurera dans la 5e saison de la série britannique Skins, en 2011.
Le 16 mars 2011, Kelly annonce officiellement sur Twitter qu'elle est enceinte de Thom Evans ; le 9 mai, elle annonce une fausse couche. Après une rupture fin 2012/début 2013, Kelly est de nouveau en couple avec son ex Danny Cipriani (avec qui elle était avant d'être avec Thom). Parmi ses autres conquêtes : Billy Zane, Jason Statham et David McIntosh (en).
Elle cumule un nombre de prix comme plus belles jambes, plus beau corps en bikini, etc. Elle est régulièrement dans les « top 20 » des femmes les plus sexy du monde selon les tabloïds anglais. Elle cite Madonna comme l'une de ses inspirations de mode, quand elle était adolescente.

## Filmographie
- 2000 : Sorted d'Alexander Jovy : Sarah
- 2001 : Ripper (en) : Marisa Tavares
- 2003 : Absolon : Claire
- 2003 : Braquage à l'Italienne (The Italian Job) : la petite amie de Lyle
- 2003 : Eye Contact : Anya
- 2004 : School for Seduction (en) : Sophia Rosselini
- 2004 : House of 9 : Lea
- 2005 : Gigolo malgré lui (Deuce Bigelow: European Gigolo) : la belle femme sur la peinture
- 2005 : Survie : Les Naufragés (Survival Island ou Three) de Stewart Raffill : Jennifer
- 2006 : In the Mood : Eva
- 2007 : Fishtales (en) : Neried
- 2010 : Removal : Kirby
- 2010 : Piranha 3D : Danni Arslow
- 2012 : Keith Lemon: The Film : elle-même
- 2015 : Taking Stock (en) de Maeve Murphy

### Télévision
- 2001 : The (Mis)Adventures of Fiona Plum (téléfilm) : Fiona Plum
- 2002 : Smallville (série télévisée) : Victoria Hardwick
- 2005 : Romy and Michele: In the Beginning (téléfilm) : Linda Fashiobella
- 2006 : Miss Marple: La Plume Empoisonnée (téléfilm) : Elsie Holland
- 2007 : Hotel Babylon (série télévisée) : Lady Catherine Stanwood
- 2011 : Skins : Jemima
- 2011 : Métal Hurlant Chronicles : Scarr
- 2015 : One Big Happy (série télévisée) : Prudence

### Autre
- 2004 : Need For Speed : Underground 2 : Nikki Morris